# Anastazja Kuś
Anastazja Kuś (* 11. Mai 2007 in Olsztyn) ist eine polnische Sprinterin, die sich auf den 400-Meter-Lauf spezialisiert hat.

## Sportliche Laufbahn
Erste internationale Erfahrungen sammelte Anastazja Kuś beim Europäischen Olympischen Jugendfestival (EYOF) 2021 in Banská Bystrica, bei dem sie mit der polnischen Sprintstaffel (1000 Meter) in 2:11,30 min die Silbermedaille gewann. Im Jahr darauf siegte sie in 53,21 s über 400 Meter beim EYOF in Maribor und wurde dort mit der Staffel im Vorlauf disqualifiziert. Anschließend belegte sie bei den U20-Europameisterschaften in Jerusalem mit der 4-mal-400-Meter-Staffel in 3:38,17 min den fünften Platz. 2024 siegte sie bei den U18-Europameisterschaften in Banská Bystrica mit neuem Meisterschaftsrekord von 51,89 s über 400 Meter und sicherte sich mit der Sprintstaffel in 2:05,54 min die Silbermedaille. Anschließend startete sie mit der 4-mal-400-Meter-Staffel bei den Olympischen Sommerspielen in Paris und verpasste dort mit 3:26,69 min den Finaleinzug. Im Jahr darauf schied sie bei den Halleneuropameisterschaften in Apeldoorn mit 53,45 s in der ersten Runde über 400 Meter aus. Kurz darauf gewann sie mit der Staffel bei den Hallenweltmeisterschaften in Nanjing in 3:32,05 min gemeinsam mit Justyna Święty-Ersetic, Aleksandra Formella und Anna Gryc die Silbermedaille hinter dem US-amerikanischen Team. Im August gewann sie bei den U20-Europameisterschaften in Tampere in 52,23 s die Bronzemedaille über 400 Meter und belegte mit der Staffel in 3:35,30 min den vierten Platz.
2024 wurde Kuś polnische Hallenmeisterin in der Mixed-Staffel über 4-mal 400 Meter.

## Persönliche Bestzeiten
- 400 Meter: 51,89 s, 20. Juli 2024 in Banská Bystrica (polnischer U18-Rekord)
  - 400 Meter (Halle): 53,20 s, 23. Februar 2025 in Toruń